# Wilhelm Möhler
Wilhelm Möhler (ur. 20 marca 1912 w Karlsruhe, zm. 9 lipca 1981 w Vallendar) – niemiecki ksiądz katolicki, generał pallotynów w latach 1953–1971; uczestnik Soboru Watykańskiego II.
W obradach Soboru Watykańskiego II uczestniczyło pięciu pallotyńskich biskupów. 
Ks. Wilhelm Möhler, jako generał był członkiem komisji ds. apostolstwa ludzi świeckich, która przygotowała trzecią wersję Dekretu o apostolstwie świeckich Apostolicam actuositatem. 
Zmarł 9 lipca 1981 w Vallendar. Został pochowany w Limburg an der Lahn.